# Campestre-et-Luc
Campestre-et-Luc ist eine französische Gemeinde mit 153 Einwohnern (Stand 1. Januar 2022) im Département Gard in der Region Okzitanien.

## Geografie
Die Gemeinde Campestre-et-Luc liegt im äußersten Westen des Départements Gard und am Südrand der Cevennen, die ihrerseits dem Zentralmassiv zugeordnet werden. Die nächstgelegenen Großstädte sind das 55 Kilometer südöstlich gelegene Montpellier und Nîmes, welches in Luftlinie 77 Kilometer entfernt ist. Ein wesentliches Landschaftselement in diesem Teil des Gebirges sind Causses, bei denen es sich um Hochplateaus aus Kalkstein handelt. Die Kommune gehört zu einer äußerst dünn besiedelten Region und dehnt sich selbst über eine Fläche von rund 38 km² aus. An ihrem Nordrand befindet sich das Tal des Flusses Vis, während an ihren südlichen und westlichen Rändern die Virenque verläuft. Beide Flusstäler bilden deutlich tiefer gelegene Schluchten, an die sich steile Hänge anschließen. Oberhalb dieser Hänge bildet die Causse de Campestre ein ausgedehntes Hochplateau zwischen den Flüssen. Weit im Nordosten der Causse und nahe dem Abhang zur Vis-Schlucht befindet sich das Dorf Campestre, während der wesentlich kleinere Weiler Le Luc im Süden oberhalb des Tals der Virenque liegt.
Das Gemeindegebiet grenzt im Süden an das benachbarte Département Hérault und im Westen an das Département Aveyron, wobei die Virenque die natürliche Grenze bildet. Die Nachbargemeinden von Campestre-et-Luc sind Alzon im Norden und Osten, Blandas und Vissec im Südosten, Sorbs (Dép. Hérault) im Süden, Le Cros (Dép. Hérault) sowie La Couvertoirade (Dép. Aveyron) im Südwesten und Sauclières (Dép. Aveyron) im Westen und Nordwesten.

### Infrastruktur
Neben einem Netz lokaler Straßen über das Hochplateau ist vor allem die D49 als Anbindung von Campestre nach Alzon relevant. Von dort besteht über die Hauptstraße D999 Anschluss an Le Vigan und somit auch an die weiter entfernten Regionen um Montpellier und Nîmes. Richtung Westen bindet die D999 an die Autoroute A75 und die Umgebung von Millau an. Die D273 verläuft in Nord-Süd-Richtung durch das Gemeindegebiet von Campestre-et-Luc, stellt die Verbindung zum Nachbarort Le Cros her und ermöglicht ebenfalls eine Anbindung an die Autoroute A75.

## Geschichte
Der vorherrschende Wirtschaftszweig war auf dem Hochplateau stets die Landwirtschaft, wobei die Schafzucht traditionell im Vordergrund stand. Als relativ aktuelle Entwicklung kam zunehmend die Rinderzucht hinzu. Weil die Milch aufgrund der großen Entfernung zu Städten und der schlechten Zugänglichkeit der Causse schwer zu transportieren war, war es bis ins späte 19. Jahrhundert üblich, vor Ort Schafskäse zu produzieren und diesen anschließend in Höhlen einzulagern. Daran wirkten in einem Betrieb im Weiler Le Luc jugendliche Strafgefangene mit. 1884 erhielt jener Produzent in Paris eine Auszeichnung für die Qualität seiner Produkte. Kurz darauf erfolgte jedoch die Übernahme durch die Hersteller des Roquefort, dessen Produktion bis ins 21. Jahrhundert Teil der lokalen Wirtschaft geblieben ist.

## Bevölkerungsentwicklung
| Jahr      | 1962 | 1968 | 1975 | 1982 | 1990 | 1999 | 2006 | 2017 |
| --------- | ---- | ---- | ---- | ---- | ---- | ---- | ---- | ---- |
| Einwohner | 120  | 110  | 94   | 72   | 80   | 117  | 117  | 99   |

Im Jahr 1793 wurde die damalige Gemeinde Campestre noch von 450 Menschen bewohnt. Die Eingemeindung der ehemals selbstständigen Gemeinde Luc im Jahr 1812 brachte keinen nennenswerten Bevölkerungsschub, da Luc zuvor lediglich 27 Einwohner hatte. Dennoch wuchs die Bewohnerzahl im Verlauf des 19. Jahrhunderts bis auf den Bestwert von 902 Personen im Jahr 1886. Besonders um die Jahrhundertwende folgte jedoch ein rapides Absinken bis auf 454 Einwohner, die 1911 erfasst wurden. Der Abwärtstrend setzte sich fort bis auf nur noch 72 Menschen im Jahr 1982. Anschließend konnte zumindest die Zahl von 100 Bewohnern wieder überschritten werden.

## Sehenswürdigkeiten
Der Dolmen von Peyre Cabucelade liegt in Campestre-et-Luc.